# Tanya Lapointe
Tanya Lapointe é uma cineasta e ex-jornalista canadense, mais conhecida por seu documentário de 2020, Lafortune en papier.
Jornalista de arte e cultura de longa data da Ici Radio-Canada, começou a namorar o diretor de cinema Denis Villeneuve em meados da década de 2010. Tirou uma licença da rede em 2015 para trabalhar como assistente de produção no filme de Villeneuve Arrival, posteriormente anunciando sua saída do jornalismo em 2016.
Sua própria estreia como documentarista, 50/50, foi transmitida pela Radio-Canada em 2018 e examinou a contínua lacuna de gênero entre homens e mulheres na sociedade. Lafortune en papier estreou no Whistler Film Festival em 2020, onde ganhou o Prêmio do Público.
Participou da edição de 2021 de Le Combat des livres, defendendo o romance de Melchior Mbonimpa, Le totem des Baranda.